# Вітебський Йосип Давидович
Ві́тебський Йо́сип Дави́дович (9 січня 1938, Київ — 7 грудня 2024) — радянський спортсмен і тренер з фехтування.

## Біографія
Закінчив Київський державний університет[джерело?] за спеціальністю «фізична культура і спорт». В ході своєї кар'єри тренувався на базі спортивного товариства «Динамо» в Києві. Член збірної СРСР, яка послідовно виграла Чемпіонати світу в 1967, 68 і 69 рр.. Срібний призер на літніх Олімпійських іграх 1968 року. 
Він був головним тренером збірної України протягом 13 років, де він тренував 5 фехтувальників до національних та олімпійських змагань.
Вітебський потім протягом 10 років (1988–1998) служив директором школи спортивної майстерності при Державному університеті України.
Влітку 1999 року виграв золоту медаль на Літньому Чемпіонаті з фехтування серед ветеранів спорту в Шарлотт, Північна Кароліна. Займався тренерською роботою в Університеті штату Пенсільванія.
Вітебський і його дружина Емма проживають в Денвері, штат Колорадо. У них двоє синів: Дмитро, Олексій, онук Денис і дві внучки: Анастасія і Меліса. Він тепер дає приватні уроки фехтування.